# Kinski Paganini
Kinski Paganini è un film del 1989 diretto da Klaus Kinski. È il suo unico film da regista e il suo ultimo film come attore.

## Trama
Il 12 dicembre 1834, durante un concerto alla corte dei Duchi di Parma, Niccolò Paganini ripercorre il suo passato e predice il suo tragico avvenire. Mentre le musiche del virtuoso inondano il teatro, il genio rivive la sua vita dannata, le sue passioni (il denaro e soprattutto le donne, forse ancora prima della musica stessa, con le quali ebbe un rapporto violento e che gli procurarono problemi con la giustizia) e la relazione con la cantante Antonia Bianchi, dalla quale nacque Achille, il figlio che amò come forse nessun altro.

## Produzione
L'opera fu voluta da Kinski sin dagli anni '50, ma la sua realizzazione fu travagliata.

## Colonna sonora
Le musiche del film sono eseguite e dirette da Salvatore Accardo.

## Doppiaggio
Nell'edizione italiana Kinski si doppia da solo con evidenti difficoltà di pronuncia.